# الساعة (مذيخرة )

تعديل مصدري - تعديل

الساعة هي إحدى قرى عزلة خولان بمديرية مذيخرة التابعة لمحافظة إب، بلغ تعداد سكانها 354 نسمة حسب تعداد اليمن لعام 2004.